# Mala Seidemînuha, Velîka Oleksandrivka
Mala Seidemînuha (în ucraineană Мала Сейдеминуха) este un sat în comuna Blahodativka din raionul Velîka Oleksandrivka, regiunea Herson, Ucraina.

## Demografie
Componența lingvistică a localității Mala Seidemînuha
     Ucraineană (94,69%)
     Rusă (4,9%)
     Alte limbi (0,41%)
Conform recensământului din 2001, majoritatea populației localității Mala Seidemînuha era vorbitoare de ucraineană (94,69%), existând în minoritate și vorbitori de rusă (4,9%).